# Calamagrostis gayana
Calamagrostis gayana là một loài thực vật có hoa trong họ Hòa thảo. Loài này được (Steud.) Soreng mô tả khoa học đầu tiên năm 2003.